# 穆索里夫齊
49°44′19″N 25°49′51″E / 49.73861°N 25.83083°E

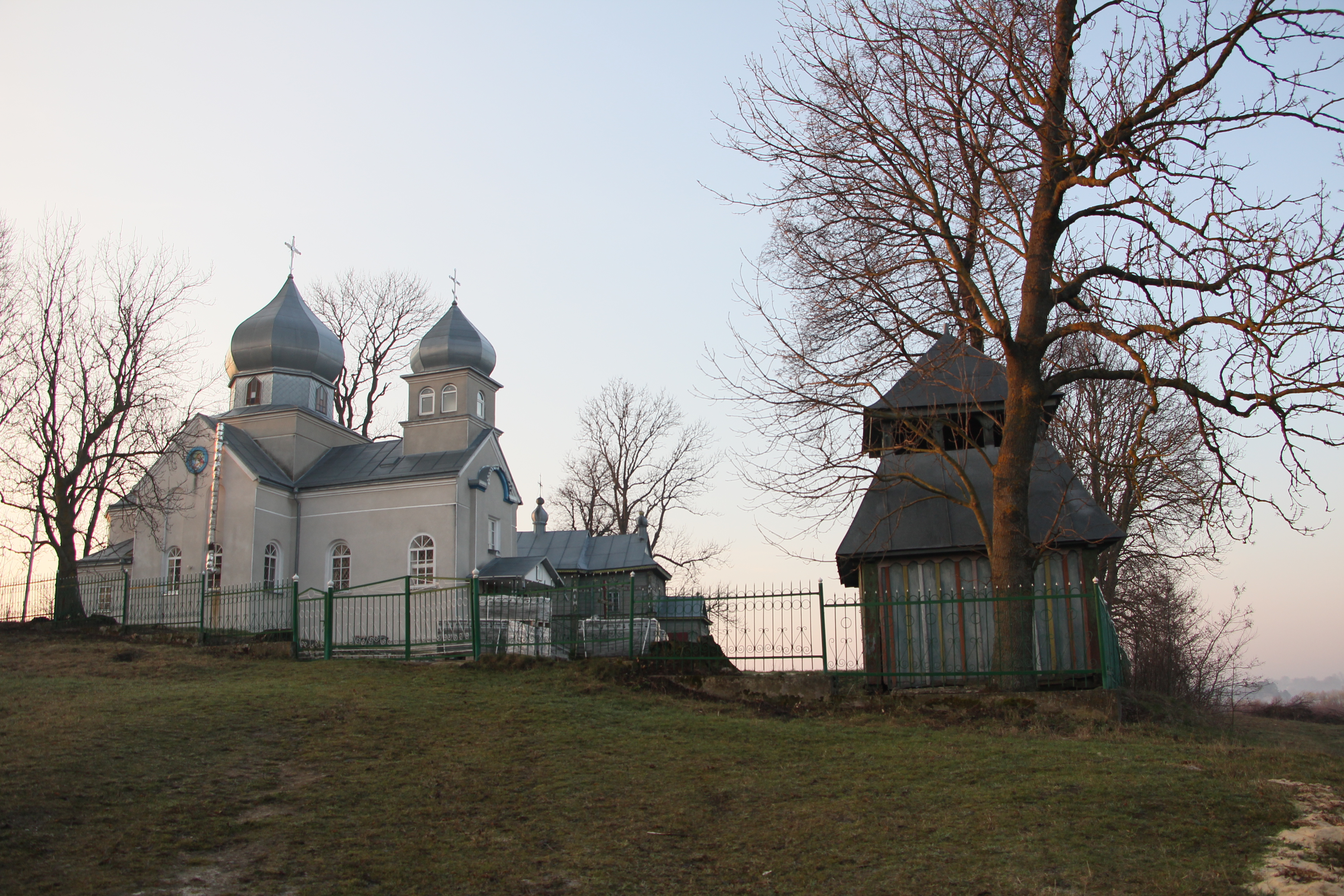
教堂

穆索里夫齊（烏克蘭語：Мусорівці），是烏克蘭的村落，位於該國西部捷爾諾波爾州，由捷尔诺波尔区兹巴拉日市镇負責管轄，始建於1832年，面積0.072平方公里，2021年人口156，人口密度每平方公里2,167人。